# 鄭瓘
鄭瓘（1453年—？），字溫卿，浙江金華府蘭谿縣人，民籍，明朝政治人物。

## 生平
浙江鄉試第四十名舉人。弘治三年（1490年）中式庚戌科會試第八十三名，三甲第一百七十名進士。弘治五年，任長洲縣知縣。此後升楚雄府通判。

## 家族
曾祖鄭訓誠；祖父鄭迪，長史；父鄭錡，知縣。母王氏。具庆下。